# 중화민국 병역법
중화민국 병역법(중국어 정체자: 中華民國兵役法, 병음: Zhōnghuá Mínguó bīngyìfǎ 중화민궈 빙이파[*] 주음부호: ㄓㄨㄥㄏㄨㄚˊㄇㄧㄣˊㄍㄨㄛ ㄅㄧㄥㄧㄈㄚ)은 중화민국 국민의 병역 복무에 관한 법규이다.

## 개요
중화민국 정부가 중국 대륙에 있던 1933년에 12개의 조항으로 구성된 법으로 제정하였으며, 1943년 3월 15일, 1946년 10월 10일, 1951년 12월 29일, 1954년 8월 16일, 2000년 2월 2일에 전부 개정된 법률이 공포 및 시행이 되었다. 원칙적으로 해당 법에 의해 중화민국의 남성은 병역의 의무가 있음(제1조)을 규정하고 있다.

## 연혁
- 1933년 6월 9일 : 제정
- 1933년 6월 17일 : 공포 및 시행
- 1943년 2월 27일 : 전부 개정
- 1943년 3월 15일 : 전부 개정된 병역법 공포 및 시행
- 1945년 10월 17일 : 중화민국이 타이완을 자국 영토로 편입. 이후 타이완 지역에서의 효력이 생김
- 1946년 9월 28일 : 전부 개정
- 1946년 10월 10일 : 전부 개정된 병역법 공포 및 시행
- 1949년 10월 1일 : 중화인민공화국이 건국되면서 중국 대륙에서 법규 효력이 상실.
- 1951년 12월 14일 : 전부 개정
- 1951년 12월 29일 : 전부 개정된 병역법 공포 및 시행
- 1954년 8월 3일 : 전부 개정
- 1954년 8월 16일 : 전부 개정된 병역법 공포 및 시행
- 2000년 1월 24일 : 전부 개정
- 2000년 2월 2일 : 전부 개정된 병역법 공포 및 시행

## 구성
- 제1장 총칙
  - 제1조 (병역복무 의무)
  - 제2조 (병역의 정의)
  - 제3조 (역령)
  - 제4조 (면역)
  - 제5조 (금역)

- 제2장 군관역사관역
  - 제6조 (군관역과 사관역의 종류)
  - 제7조 (상비군관역의 구분)
  - 제8조 (상비사관역의 구분)
  - 제9조 (예비군관의 복역자격)
  - 제10조 (예비사관 복역자격)
  - 제11조 (교육소집)
  - 제12조 (교육중 또는 교육 후의 복역)
  - 제13조 (교육시간의 절산)
  - 제14조 (복역, 제역)

- 제3장 사병역
  - 제15조 (사병역의 종류)
  - 제16조 (상비병역의 종류)
  - 제16조의 1(상비병역군사훈련)
  - 제17조 (보충병역)
  - 제18조 (제전퇴역의 조건)
  - 제19조 (연역)
  - 제20조 (정역)
  - 제20조의 1 (정지조건)
  - 제21조 (상비병보충병의 보결)
  - 제22조 (징소작전)
  - 제23조 (징소작전)

- 제4장 체대역
  - 제24조 (실시체대역의 원칙)
  - 제25조 (체대역의 기초훈련)
  - 제26조 (체대역의 실무)

- 제5장 후비군인
  - 제27조 (후비군인의 정의)
  - 제28조 (후비군인신분의 상실)
  - 제29조 (후비군인의 전역면역)

- 제6장 병역행정
  - 제30조 (병역행정의 주관 및 판리단위)
  - 제31조 (직할시와 현시의 징병과 감독기관)

- 제7장 징집
  - 제32조 (징병처리)
  - 제33조 (체위구분)
  - 제34조 (징병입영)
  - 제35조 (완징)
  - 제36조 (보행징집)

- 제8장 소집
  - 제37조 (소집의 종류)
  - 제38조 (視同現役)
  - 제39조 (소집순서)
  - 제40조 (소집의 축차열입)
  - 제41조 (완소)
  - 제42조 (윤차귀휴)
  - 제43조 (소집의 면제)

- 제9장 권리의무
  - 제44조 (복역시의 권리)
  - 제45조 (복역자의 의무)

- 제10장 부칙
  - 제46조 (방해병역)
  - 제47조 (지원복역)
  - 제48조 (여자의 징집 및 복역)
  - 제49조 (경비예산)
  - 제50조 (시행전의 보충병 및 이순과 대훈 국민병의 관리실시)

## 같이 보기
- 병역
- 징병제
- 병역법
- 내정부 역정서
- 체대역